# Уна-нана
Уна-нана (У-нана) — персонаж ингушской и чеченской мифологии, богиня смерти и болезней. Являлась людям в образе высокой женщины с перекинутой через плечо сумкой. В ней находятся болезни. У-нана насылает заразу на всех, кто доставит ей хоть маленькую неприятность. Недовольная всем на свете, она ни разу в жизни не улыбнулась.
В прошлом чеченцы и ингуши связывали с Уна-наной возникновение эпидемий различных болезней. В её честь слагались гимны и совершались жертвоприношения. К Уна-нане обращались с просьбой уйти и называли её «дашо цуу» (золотая), считалось, что она с собой уносила болезни.

## Легенды и предания

#### Уна-нана и ингуши
Как-то рассердилась она на ингушей и решила их всех уничтожить. Наслала она на них холеру и уничтожила всех, оставив только мальчика в одном доме и девочку — в другом. От них и ведут своё происхождение современные ингуши.

#### Мялхистинцы и У-нана
У-нана распространяла болезни. Мялхистинцы молились в местечке Доге. Там собирались для молитвы люди из пяти сёл. Однажды люди собрались, приготовили много еды-питья и молились о дожде. Когда они сидели за трапезой, к ним подошла одна высокая женщина с сумкой, перекинутой через плечо. Люди не знали, кто она такая. Поставили перед ней жирное мясо.
— Мясо слишком жирное, я не могу его есть,— сказала незнакомка.
Поставили перед ней тощее мясо.
— Это мясо тощее и кажется испорченным, я не могу его есть.
Смешали жирное с тощим и поставили перед ней. Она начала с аппетитом есть и после еды произнесла три молитвы. Трижды пошёл дождь. Затем она стала в середине Доге. Это была У-нана: опустила руку в сумку, взяла пригоршни болезней и бросила. Все люди в Доге, там, куда упали болезни, умерли. На моей памяти село Доге стало безлюдным, пустовало. У-нана решила, что молящиеся не очень хорошо её приняли, и потому наслала на них болезни.